# La vie est belle (film, 1987)
Pour les articles homonymes, voir La vie est belle.
Pour plus de détails, voir Fiche technique et Distribution.
La vie est belle est un film réalisé par Ngangura Dieudonné Mweze et Benoît Lamy, sorti en 1987.

## Synopsis
Kourou (Papa Wemba) est un jeune paysan zaïrois qui désire faire de la musique et gagner sa vie en faisant tous les métiers possibles. Il part à Kinshasa, la capitale, avec son cousin Mongali (Kalimazi Lombume). Pendant le trajet, Kourou tombe amoureux d'une jeune femme portant le nom de Kabibi (Bibi Krubwa). Engagé comme domestique, Kourou ne sait pas encore que son patron, Nvouandou (Kanku Kasongo), est aussi sous le charme de Kabibi. Le patron va tout faire pour que l'union de Kabibi et Kourou devienne impossible…

## Fiche technique
- Titre : La vie est belle
- Réalisation : Ngangura Dieudonné Mweze et Benoît Lamy
- Scénario : Ngangura Dieudonné Mweze, Maryse Leon et Benoît Lamy
- Production : Lamy Films, Stephan Films, Sol’Œil Films
- Musique : Papa Wemba, Klody, Zaïko Langa Langa, Tshala Muana
- Photographie : Michel Badour
- Pays d'origine : Belgique, France, Zaïre
- Format : Couleurs - 1,85:1 - Dolby - 35 mm
- Genre : comédie
- Durée : 83 minutes
- Date de sortie : 1987

## Distribution
- Papa Wemba : Kourou
- Bibi Krubwa : Kabibi
- Landu Nzunzimbu Nvouandou : Mamou
- Emoro : lui-même
- Pepe Kalle : lui-même
- Kanku Kasongo : Nvouandou
- Lonkinda Mengi : Feza Nzazi
- Kalimazi Lombume : Mongali
- Mazaza Mukoko : Mama Dingari
- Inabanza Mujinga Mbuji : Chérie Bondowe
- Bwanando Ngimbi : Maître Nganga